# جينو رضا
جينو رضا (بالإنجليزية: Gino Reda)‏ هو مقدم تلفزيوني ومعلق رياضي بريطاني، ولد في 8 أغسطس 1960 في إنجلترا في المملكة المتحدة.